# 신앙에 관한 죄
신앙에 관한 죄(信仰－罪)는 형법이 규정하고 있는, 종교적 감정을 해하는 죄이다.
국민 각자는 종교의 자유를 가지고 있으며(헌20조), 따라서 타인으로부터 그의 신앙활동을 방해받지 아니할 이익을 가지고 있다. ( 장식(葬式)·제전(祭典)·예배(禮拜) 또는 설교(說敎)를 방해하는 죄(158조), ( 사체(死體)·유골(遺骨) 또는 유발(遺髮)을 오욕(汚辱)하는 죄(159조), ( 분묘(墳墓)를 발굴하는 죄(160조), ( 사체·유골·유발 또는 관내(棺內)장치(藏置)한 물건을 손괴(損壞)·유기·은닉 또는 영득(領得)하거나,분묘를 발굴하여 이러한 죄를 범하는 죄(161조) 등을 규정하고 있다. 이 이외에 검시(檢視)를 받지 아니한 변사자(變死者)의 사체에 변경을 가하는 죄(163조)가 있는바, 이는 경찰 목적에서 설정된 행정형벌 규정이며 종교적 감정과 관계가 없는 것이지만 사체에 관한 것이므로 여기에 포함시키고 있다.

## 같이 보기
- 대한민국 형법상 범죄 목록